# Kommende Saint-Andre

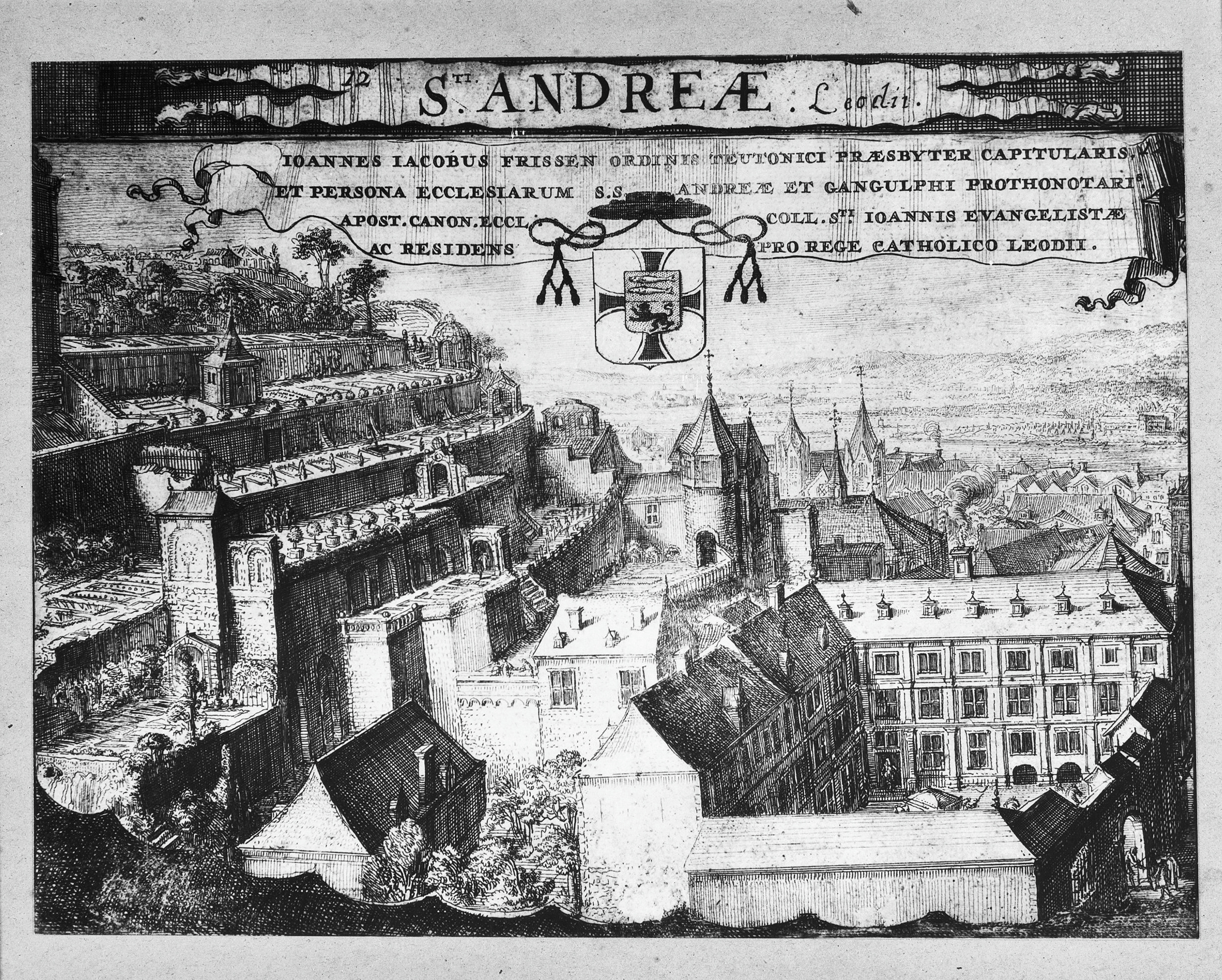
Kommende Saint-Andre

Die Kommende Saint-Andre war eine Niederlassung des Deutschen Ordens innerhalb der Stadt Lüttich.
Begründet im Jahre 1254, gehörten zu ihr auch die Pfarreien Saint-Andre und Saint Gangulphus, wie auch das Mostadr-Hospital und der Beginenhof Hors-Chateau.
Der Komtur der zur Ballei Alden Biesen gehörigen Kommende war stets ein Priester des Ordens, welcher Grootpastor genannt wurde und ein Mitglied des Balleikapitels war. Er war gleichzeitig der geistliche Leiter der Balleipriester, wie auch Pfarrer der Pfarreien von St. Andreas und St. Gangulphus.
Die Pfarrei Saint-Andre war eine der größten Pfarreien der Stadt und zählte in der Mitte des 17. Jahrhunderts 2250 Katholiken in 22 Straßen. Wesentlich kleiner hingegen war die Pfarrei St. Gangulphus, welche kaum über 100 Katholiken kam und stets von einem Unterpfarrer betreut wurde.
Die Kommende war ein repräsentativer Bau und brachte mit ihren Gütern jährlich an die 1000 Gulden ein. Sie wurde 1794 säkularisiert.

## Komture von Saint-Andre
- Clarenbaldus de Vile
- Willem van Brustrem (erwähnt 1290–nach 1300)
- Thomas van Aken (1320–1330)
- Robertus de Waremme (erwähnt 1335)
- Thomas van Aken (erwähnt 1344, 1345, 1352)
- Henricus van Limborch (erwähnt 1363–nach 1368)
- Godeschalk van Aken (1370–1381)
- Alexander van Esden  (1387–1418)
- Henricus Loemans (1418– ? )
- Lambert Lamboy  (1423–1427)
- Willem van Rosmeer  (1427–1434)
- Nicolaas Dessener (1434–1468)
- Nicolaas Goerts  (1468–1471)
- Johannes Hoen  (erstmals 1481 genannt–1494)
- Johannes Kemp  (1494–1496)
- Claes Azinarys  (1496–1538)
- Claes van Mervell
- Lambert Wammis (1553–1570)
- Michael van den Cruys  (1570–1590)
- Henricus Haling  (1590–1628)
- Henricus de Bije (1628)
- Franciscus Rudolphi  (1629–1646)
- Herman Fabritius  (1646–1661)
- Georgius Moertbiers (1662–1677)
- Johan Jacob Frissen  (1677–1702)
- Paul Willem van Vuecht  (1702–1717)
- Petrus Adam Nicolaas Daemen  (1717–1720)
- Johan Coolen (1720–1726)
- Willem Frans Cox (1726–1753)
- Petrus Frans Theunissen (17553–1762)
- Robert Laurent Christophe Lintermans (1763–1803)

Siehe auch
- Liste der Kommenden des Deutschen Ordens
- Pfarrei Deutscher Orden